# Bockhanger
Bockhanger – wieś w Anglii, w hrabstwie Kent, w dystrykcie Ashford. Leży 27 km na południowy wschód od miasta Maidstone i 80 km na południowy wschód od centrum Londynu. W 2001 miejscowość liczyła 2468 mieszkańców.